# Sovjet Ereveld Leusden

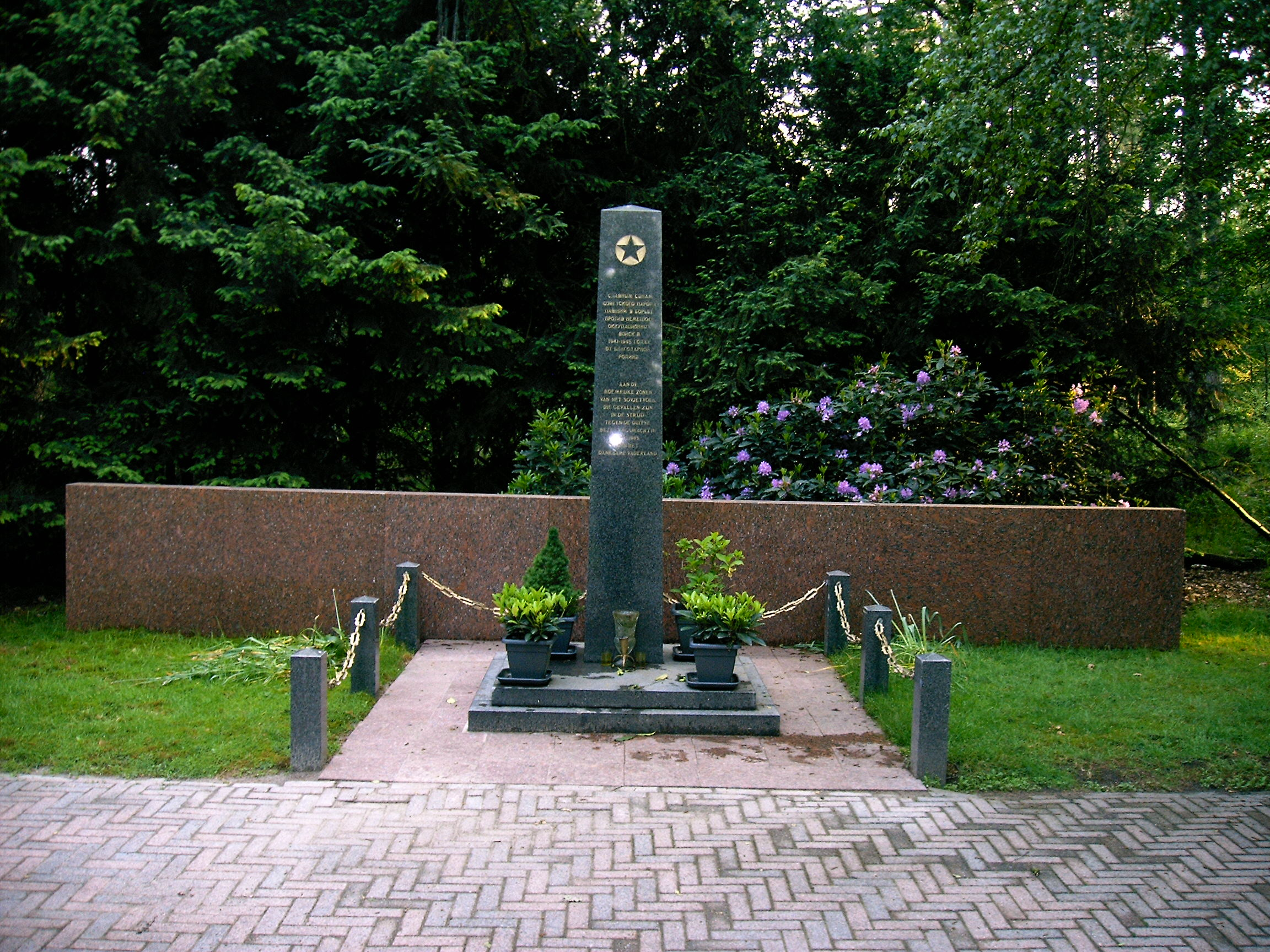
Erezuil voor Sovjet krijgsgevangenen op de plek van de fusillade

Het Sovjet Ereveld Leusden is een erebegraafplaats in Leusden naast de Amersfoortse begraafplaats Rusthof. Hier liggen 865 slachtoffers van de Tweede Wereldoorlog uit de Sovjet-Unie begraven.

## 101 Sovjetsoldaten

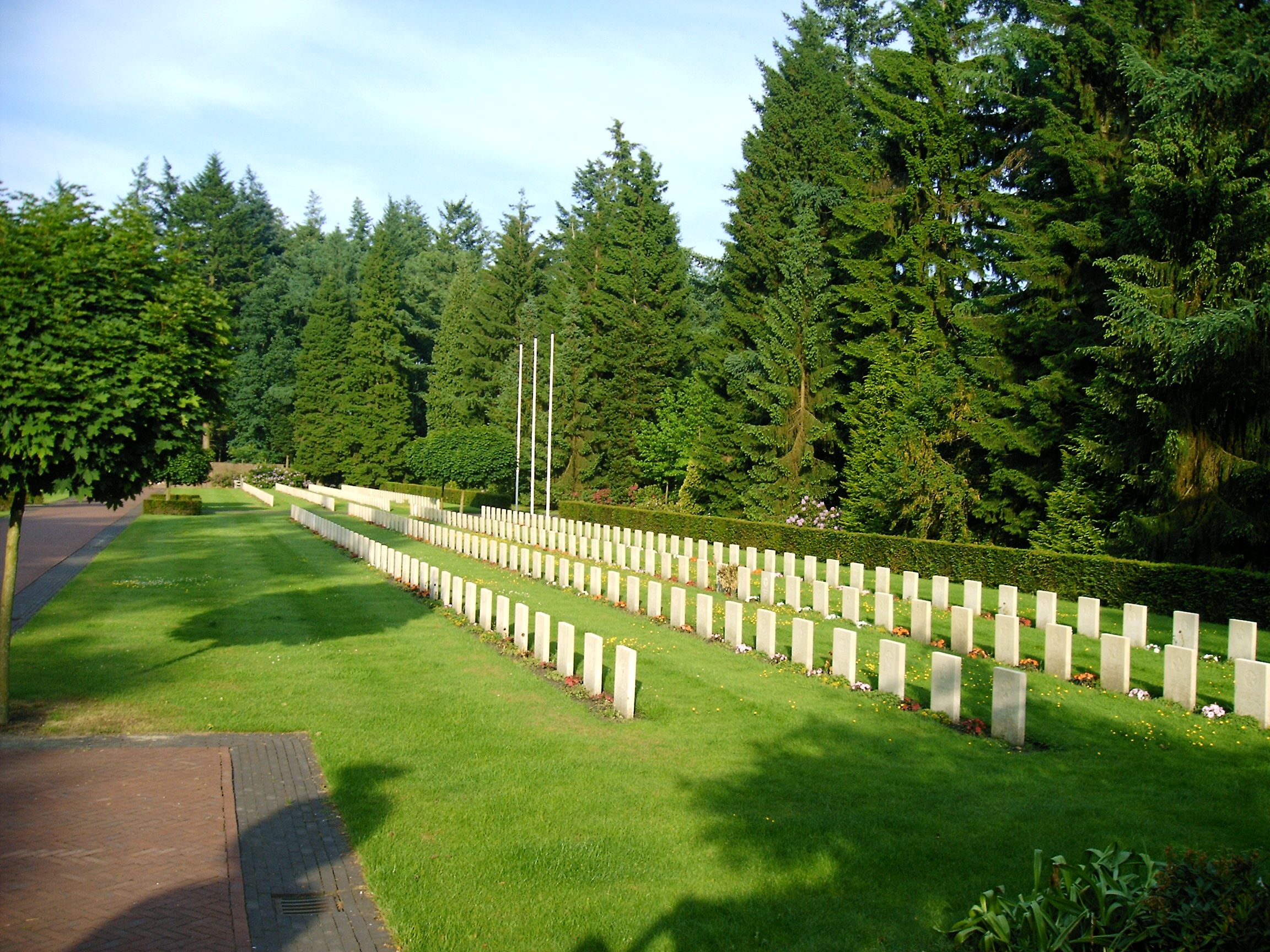
Zicht op de erebegraafplaats

Het ereveld is onder meer de laatste rustplaats van 101 Sovjetsoldaten, die in september 1941 aan het Oostfront krijggevangen waren genomen. Deze soldaten, waren vooral afkomstig uit de Centraal-Aziatische Sovjetrepublieken, zoals Oezbekistan. Ze liggen in de buurt van Amersfoort begraven, omdat de Duitsers de groep in 1941 met de trein naar Kamp Amersfoort (in de gemeente Leusden) had overgebracht. Binnen vijf maanden stierven 24 gevangenen de hongerdood, de 77 anderen werden op 9 april 1942 zonder enige vorm van proces doodgeschoten. Op de fusilladeplaats achter de voormalige politieschool staat een gedenkzuil ter herinnering. Deze soldaten werden herbegraven op de Amersfoortse begraafplaats Rusthof.

## Ereveld in Leusden
Wegens ruimtegebrek is onmiddellijk daarna naast deze begraafplaats in de gemeente Leusden een nieuwe begraafplaats ingericht speciaal voor deze slachtoffers uit de Sovjet-Unie. Deze begraafplaats is in 1948 geopend als ‘Russisch Ereveld’. De indeling van het veld is een ontwerp van Amersfoorts stadsarchitect David Zuiderhoek. De 101 slachtoffers werden toen herbegraven. Vervolgens kreeg deze begraafplaats de functie van erebegraafplaats voor alle Sovjetslachtoffers van de Tweede Wereldoorlog die ergens in Nederland begraven lagen. Dit betrof ook de 691 krijgsgevangenen die op de Amerikaanse begraafplaats in Margraten begraven lagen, dwangarbeiders uit de Sovjet-Unie die in Duitsland waren tewerkgesteld, en een aantal soldaten van het Rode leger die in het Duitse leger hadden gediend. Veel van deze slachtoffers zijn kort na hun bevrijding door de geallieerden gestorven aan uitputting of ziekte.
In 2019 werd de naam officieel gewijzigd in Sovjet Ereveld.

## Gedenkzuil
Op het ereveld heeft elk graf een kalkstenen zerk met de naam en de rang van de soldaat in het Russisch. In 1975 werd er een tien meter hoge gedenkzuil geplaatst. Deze zuil draagt de tekst:
Aan de strijders van het Sovjetleger die omgekomen zijn in de worsteling met de Duitse overweldigers. 1941-1945
De muur achter de zuil bevat de tekst:
Lof aan de Helden.

## Onderzoek
Journalist Remco Reiding woonde in de buurt van de begraafplaats en verbaasde zich erover dat er nooit nabestaanden langskwamen. Hij besloot een onderzoek in te stellen naar de nabestaanden in de landen van de voormalige Sovjet-Unie. In 1998 volgde zijn eerste reis naar de voormalige Sovjet-Unie. Op 22 april 2000 publiceerde hij zijn bevindingen in de Amersfoortse Courant. Bovendien was nu duidelijk dat vijftig soldaten van het Rode leger in Duitse dienst waren toen zij omkwamen, en al die jaren als geallieerden waren geëerd en herdacht. Veertien anonieme graven kregen een naam, en 150 families van slachtoffers werden gevonden. In 2000 waren Dimitri en Pjotr Botenko de eerste nabestaanden die op de hoogte gebracht werden waar het graf van hun vader Vladimir Botenko was. In april 2012 verscheen over de onderzoekingen het boek "Kind van een Ereveld". Reiding ging later in Moskou wonen waar hij correspondent werd voor verschillende Nederlandse media. Momenteel (2020) is hij directeur van de Stichting Sovjet Ereveld.

## Foto's

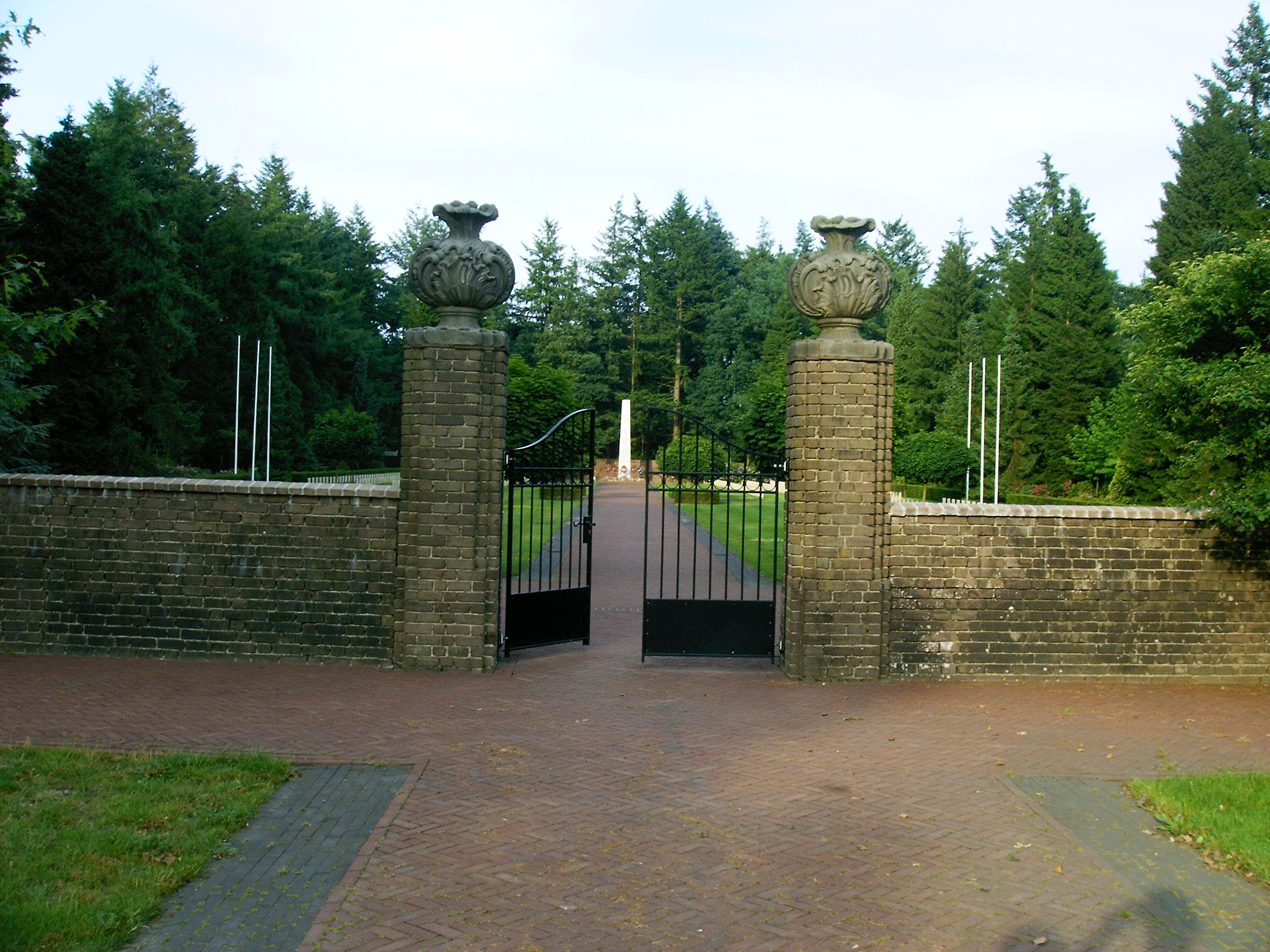
Poort
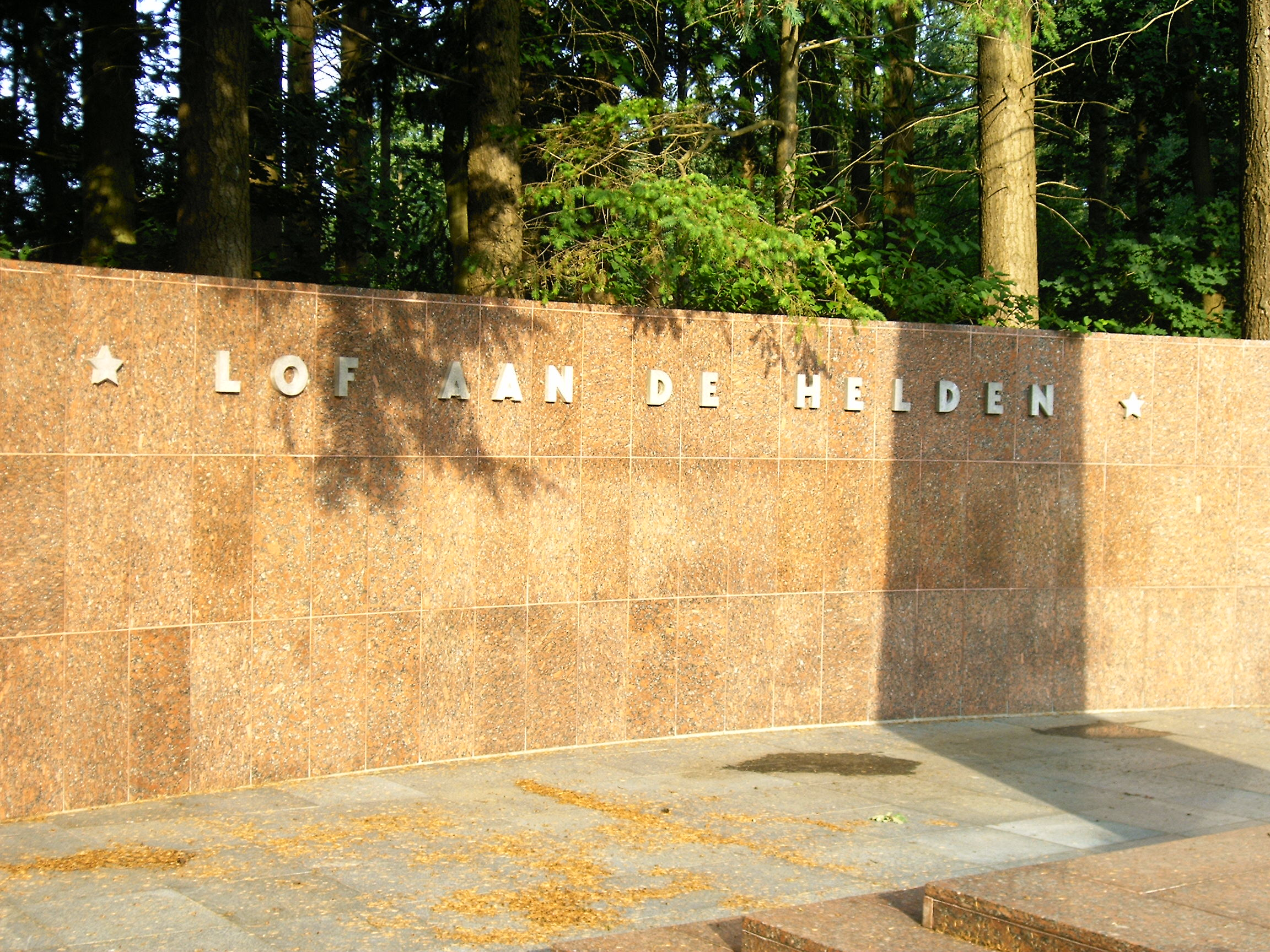
Lof aan de Helden
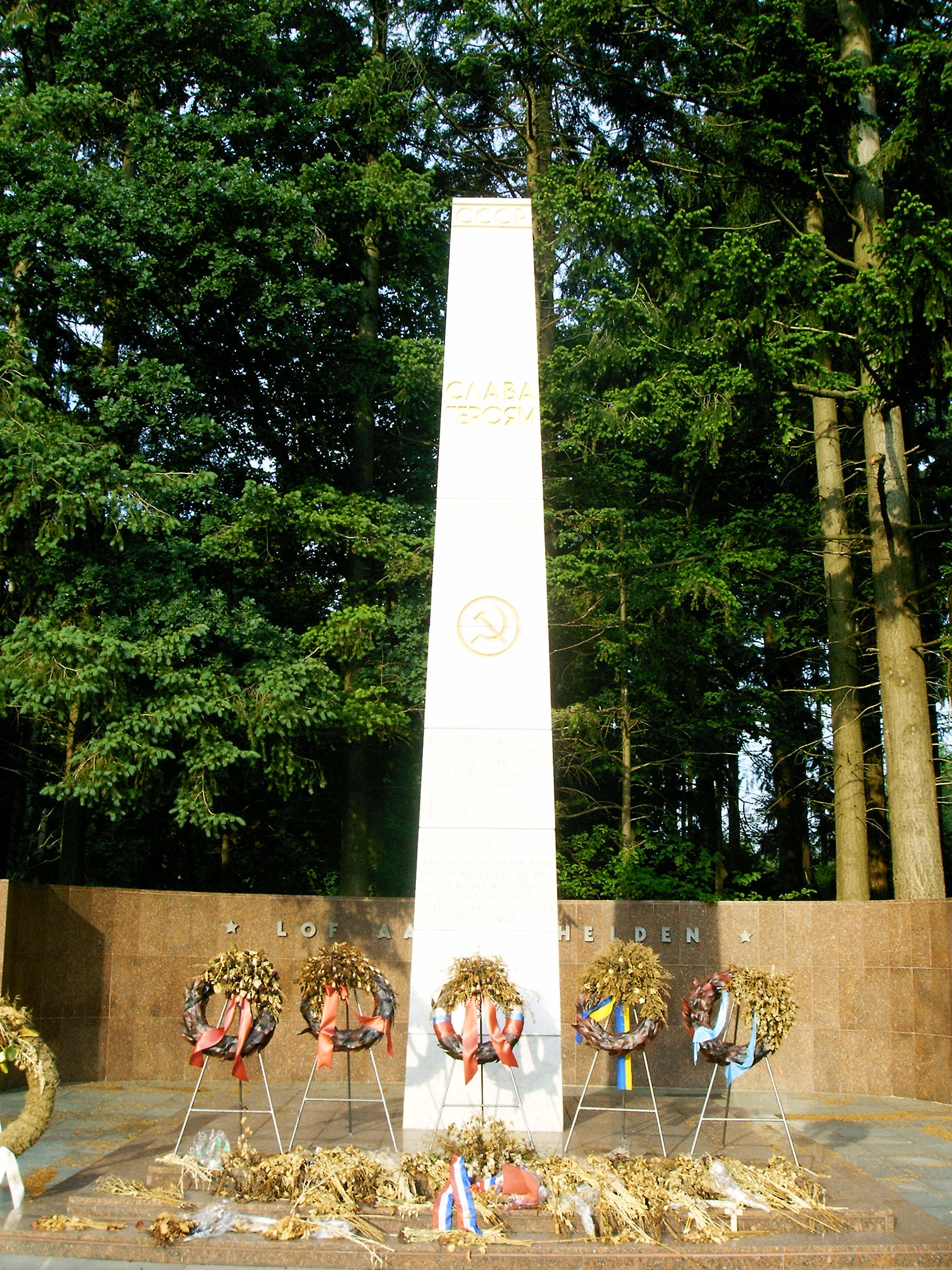
Obelisk
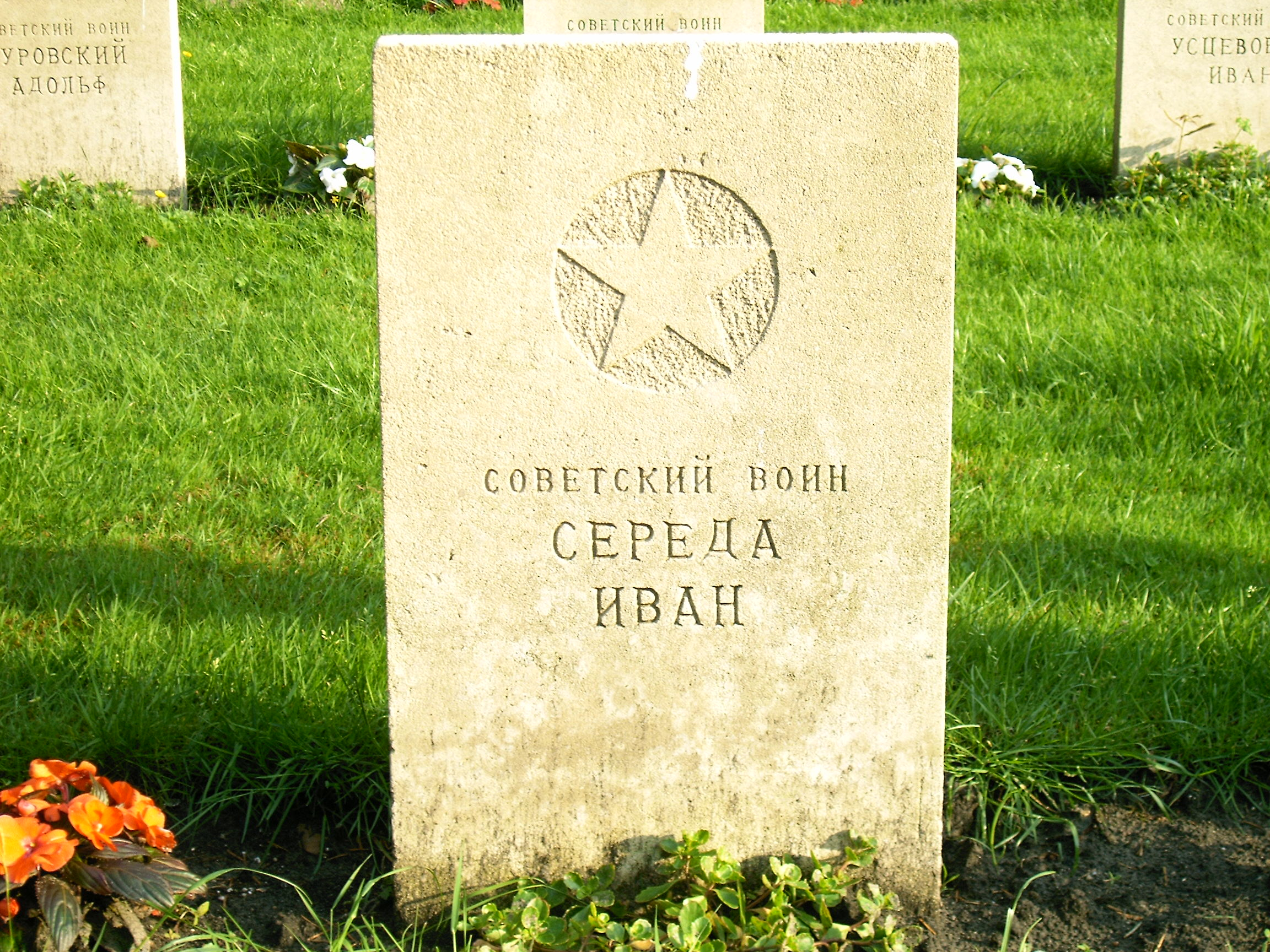
Grafsteen van een Sovjetsoldaat

## Museum
In 2025 is de Sovjet Ereveld Experience geopend. In het nabijgelegen museum worden de verhalen verteld van de mensen die op dit Ereveld liggen.